# 呉階平
呉 階平（ご かいへい、1917年1月22日－2011年3月2日）は、中国の医学者、医学教育者、活動家。本名は呉泰然、階平は号である。中国科学院・中国工程院院士。研究分野は、泌尿器科学。

## 来歴・人物
- 1917年1月22日、江蘇省常州で生まれた。
- 1942年、北京協和医学院医学博士課程修了。
- 1947年、米国シカゴ大学に入学。翌年帰国。
- 1949年後、北京医学院の医師になる。
- 1956年、中国共産党に加入。
- 1989年、政務担当の九三学社中央副主席に就任。
- 1992年、中国共産党によって九三学社中央主席に抜擢。
- 1990年、第七回全国人民代表大会第三次会議において全国人民代表大会常務委員会の委員に就任。
- 1993年—2003年、全国人民代表大会常務委員会副委員長に就任。
- 2011年3月2日21時18分、94歳で北京市にて死去。[3]

## 家族
- 兄 呉瑞萍（医学者）
- 二弟 呉蔚然（医学者、中華人民共和国全国政治協商会議常務委員）
- 三弟 呉安然（医学者）